# El Malo (album)
El Malo (Spaans voor de slechterik) is het debuutalbum van de Puerto Ricaans/Amerikaanse trombonist Willie Colón. Het album werd in 1967 op Fania uitgebracht en vormde het begin van een succesvolle periode die tot 1983 zou duren. 

## Achtergrond
De opnamen vonden plaats in 1966; Colón was toen 16 jaar en nam de geuzennaam El Malo aan vanwege de kritiek die de andere Fania-artiesten op zijn trombonespel hadden. Ook Héctor Lavoe, door platenbaas Johnny Pacheco aangesteld als de nieuwe leadzanger, vond dat Colón en diens medemuzikanten ervaring misten. Lavoe veranderde echter van gedachten toen hij de nieuwe nummers hoorde en zou samen met Colón een grote rol spelen in de popularisering van salsa.

## In populaire cultuur
Het titelnummer werd gebruikt voor de soundtrack van het videospel Grand Theft Auto: Vice City Stories en was te horen op de fictieve latinzender Radi Espantoso.

## Tracklijst
Alle muziek en teksten zijn geschreven door Willie Colón, tenzij anders aangegeven. 
| Nr. | Titel          | Duur |
| --- | -------------- | ---- |
| 1.  | Jazzy          | 4:00 |
| 2.  | Willie Baby    | 2:46 |
| 3.  | Borinquen      | 3:15 |
| 4.  | Willie Whopper | 2:40 |
| 5.  | El Malo        | 3:57 |
| 6.  | Skinny Papa    | 4:00 |
| 7.  | Chonqui        | 4:07 |
| 8.  | Quimbombo      | 5:00 |

## Personeel
- Dwight Brewster: piano
- Willie Colón: 1e trombone, leider
- Yayo el Indio: zang
- Irv Elkin: fotografie
- Irving Greenbaum: geluidstechicus
- Eddie Guagua: bas
- Lubi Jovanovic: hoestekst
- Bob Katz: mastering
- Héctor Lavoe: zang
- Nicky Marrero: timbales
- Jerry Masucci: producer
- Johnny Pacheco: platenbaas, opnameleider
- Elliot Romero: zang
- Pablo Rosario: bongo's
- Joe Santiago: 2e trombone
- James Taylor: bas